# 라울 바에나
호세 라울 바에나 우르디알레스(José Raúl Baena Urdiales, 1989년 3월 2일~ )는 스페인의 축구 선수이다.